# Centros Integrados de Educação Pública

Os Centros Integrados de Educação Pública (CIEPs), popularmente apelidados de Brizolões, foram um projeto educacional de autoria do antropólogo Darcy Ribeiro, que os considerava "uma revolução na educação pública do País". Implantados inicialmente no estado do Rio de Janeiro, no Brasil, ao longo dos dois governos de Leonel Brizola (1983–1987 e 1991–1994), tinham como objetivo oferecer ensino público de qualidade em período integral aos alunos da rede estadual.

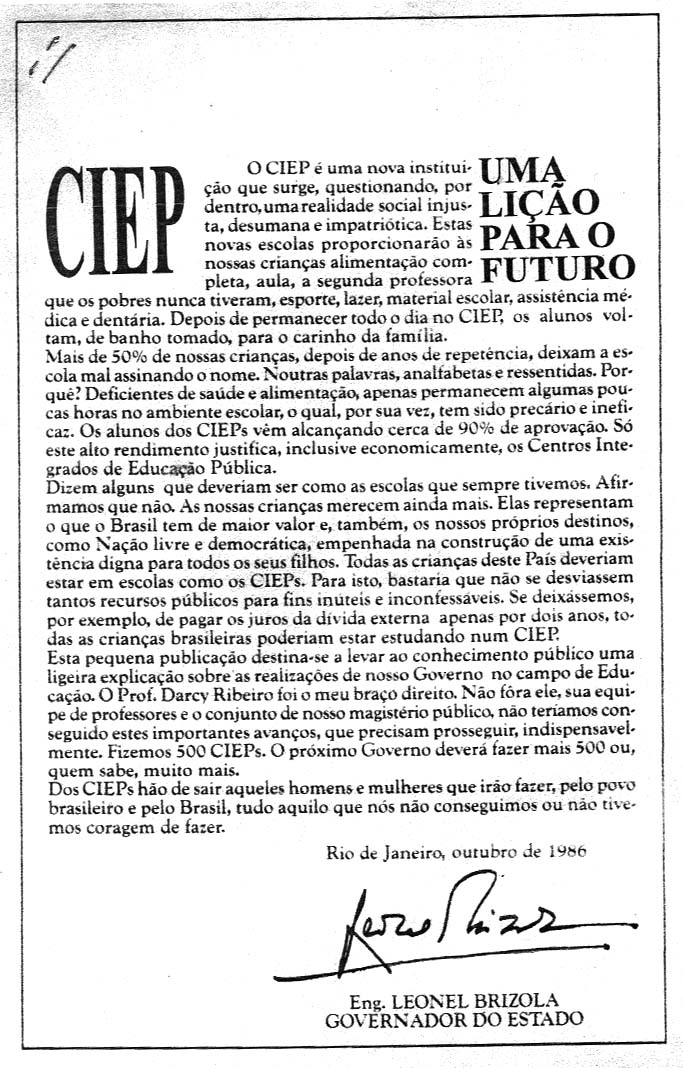
Carta pública em que Brizola apresenta os Centros Integrados de Educação Pública.

Brizola preocupava-se com a educação pública, sendo a proposta principal dos CIEPs proporcionar uma educação integral, voltada para a formação do aluno em todas as áreas e dimensões, não estando reduzida apenas à ideia do horário integral. Inclusive, foi por influência da política dos CIEPs que o ensino integral "entrou permanentemente na agenda das políticas educacionais do país, principalmente por sua importância para a formação social do sujeito pleno, amenizando desigualdades sociais, apoiando em diversos aspectos as comunidades nas quais estavam inseridos, e participando de um contexto mais amplo de segurança social, inserido nas políticas de direitos humanos e de segurança pública" de seu governo.
O horário das aulas estendia-se das 8 às 17 horas, oferecendo, além do currículo regular, atividades culturais, estudos dirigidos e educação física. Os CIEPs forneciam refeições completas a seus alunos, além de atendimento médico e odontológico. A capacidade média de cada unidade era de mil alunos.
O projeto oferecia refeições desde a chegada da criança para o primeiro turno até a saída, quando havia o jantar. Quando encerrava o período letivo ou havia as férias de meio de ano, havia atividades recreativas para que as crianças pudessem continuar a frequentar o CIEP e obter acesso aos recursos, como as salas de leitura e as refeições. Os materiais didáticos eram entregues às crianças, como cadernos, lápis e borracha e em cada turno havia uma professora. 
O projeto objetivava, adicionalmente, tirar crianças carentes das ruas, oferecendo-lhes os chamados "pais sociais"ː funcionários públicos que, residentes nos CIEPs, cuidavam de crianças também ali residentes.

## Características arquitetônicas
O projeto arquitetônico dos edifícios é da autoria de Oscar Niemeyer, tendo sido erguidas mais de 500 unidades. Uma de suas características é a utilização de peças pré-moldadas de concreto, barateando a sua construção.
As escolas são constituídas por três estruturas:
- o edifício principal, erguendo-se em três pavimentos, abrigando as salas de aula, centro médico, cozinha, refeitório, banheiros, áreas de apoio e recreação;
- o ginásio esportivo, que também pode receber atividades artísticas e culturais;
- o edifício da biblioteca e dos dormitórios.

No segundo governo de Leonel Brizola, alguns CIEPs passaram a contar com piscinas.[carece de fontes?]

## Posteridade

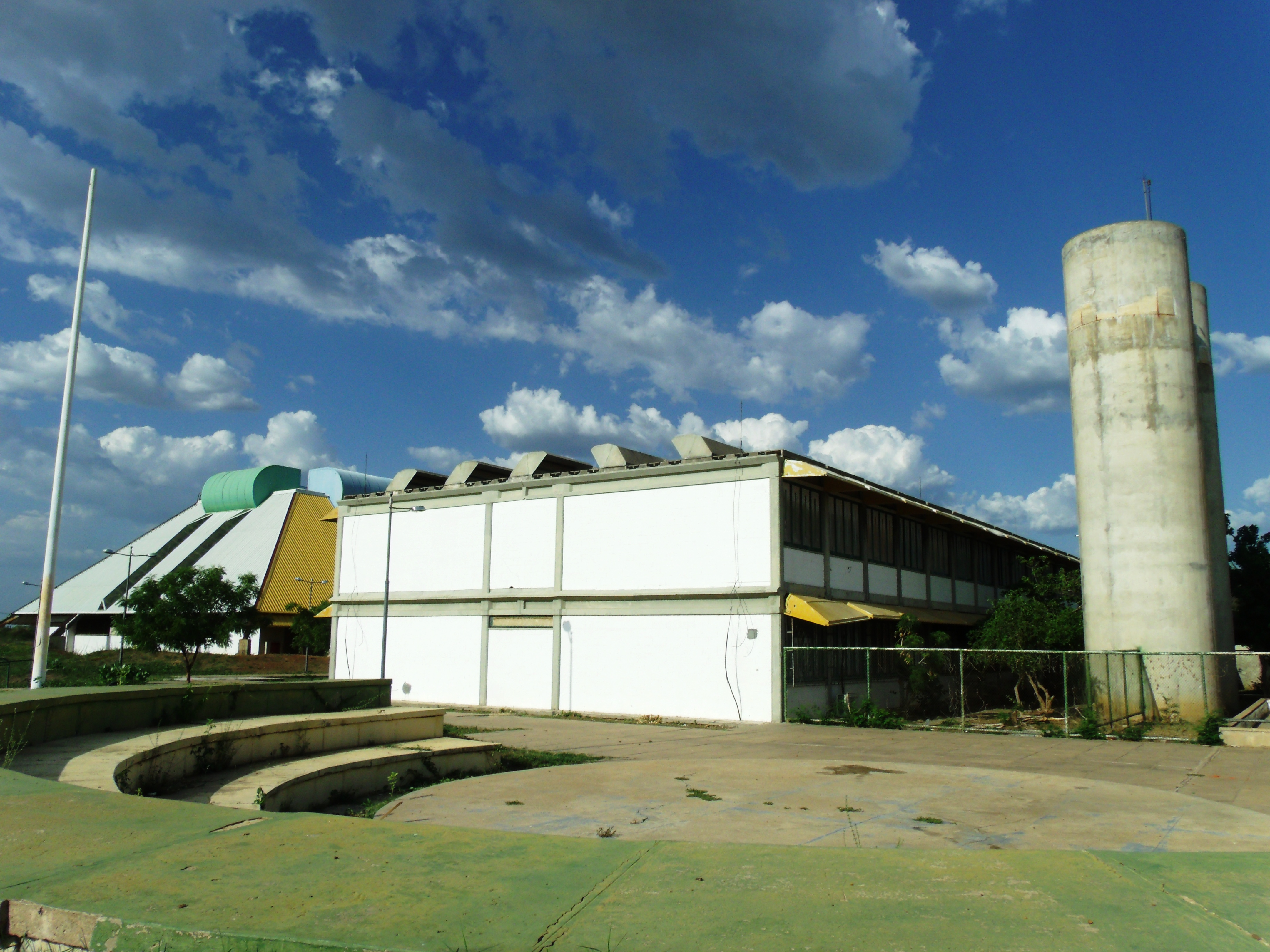
Centro de Atenção Integral à Criança e ao Adolescente, programa educacional do Governo Collor inspirado nos CIEPs

Os governos que sucederam aos de Brizola não deram continuidade administrativa ao projeto, desvirtuando-lhe a sua principal característica: o ensino integral. Desse modo, as unidades construídas e operacionais tornaram-se escolas comuns, com o ensino em turnos. As demais, parcialmente concluídas, foram simplesmente abandonadas, assim como desativada e desmontada a "fábrica de escolas", a instalação que produzia as suas peças pré-moldadas de concreto.
O programa inspiraria os Centros de Atenção Integral à Criança e ao Adolescente (CAICs), adotados em âmbito nacional a partir de 1990, durante o Governo Collor.
O governo do prefeito do Rio de Janeiro Eduardo Paes (2009-2016) se inspirou no exemplo dos CIEPs para criar as escolas do amanhã, escolas municipais com ensino em tempo integral. Em homenagem a Leonel Brizola, a unidade responsável pela logística, armazenamento e construção das escolas do amanhã foi denominada "Fábrica de Escolas do Amanhã Governador Leonel Brizola".